# Карач-бей
Карач-Бей (Караш-Бей, Караш-мурза) (? — 1663) — військовий та політичний діяч Кримського ханства, мурза Аргинський, бей Перекопської орди (1653–1663).

## Життєпис

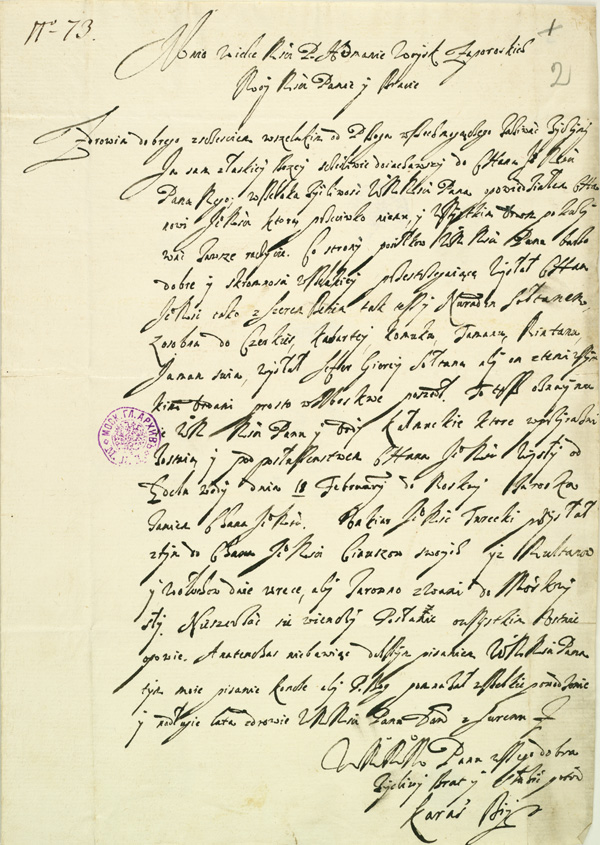
Лист Карач-Бея до І. Виговського зі згодою надати військову допомогу проти Московії. 1659. Центральний історичний архів у Варшаві

Вперше згадується в документах у 1643 році як Караш-мурза. У 1640-х роках — відомий організатор кримських походів на землі Речі Посполитої та Московського царства. У 1647 році з 10-тисячним військом намагався вторгнутися в Московщину, але був розбитий 11 липня біля верхів'я річки Тиха Сосна. Поранений Караш-мурза втік «з невеликими людьми».
У 1648 році під командуванням Тугай-Бея брав участь у бойових діях проти польського коронного війська на боці козаків Б. Хмельницького.
У 1651 році очолював кримський загін у битві під Білою Церквою. У битві під Батогом загін кримців на чолі з Караш-мурзою здійснив удавану втечу, заманивши у засідку польську кінноту. Після бою його підлеглі взяли участь у страті полонених поляків. Польський шляхтич С. Друшкевич, що залишився живий у різанині, назвав мурзу у своїх спогадах «великим ворогом народу нашого».
У 1653 році очолив Перекопську орду, прийнявши титул «бея», змінивши зміщеного ханом Батиршу-Бея. У 1655 році брав участь у бойових діях проти козацько-московських військ на боці Речі Посполитої.
У 1658 році вів перемови з гетьманом Іваном Виговським про союз проти Москви. Очолював кримськотатарське військо, що під Полтавою допомогло гетьманові розгромити повстанців М. Пушкаря та Я. Барабаша. У червні 1659 року привів на допомогу І. Виговському 20-тисячне кримське військо. Під Говтвою розгромив московський загін В. Новосильцева та козаків-опозиціонерів І. Силки.
Брав участь у Конотопській битві 8 липня 1659 року. На думку російського історика І. Бабуліна, саме Карач-Беєві належало авторство плану із заманювання та оточення московської кінноти.
Загинув у 1663 році під Перекопом у бою з запорозькими козаками І. Сірка та царським загоном Г. Косагова.

## Історичні оцінки
Турецький письменник XVII ст. Евлія Челебі так характеризував Карач-Бея:
| Караш-Бей — хоробрий і безстрашний, джигіт, схожих на якого немає, що прагне до бою. |